# Dysstroma brunneoviridata
Dysstroma brunneoviridata är en fjärilsart som beskrevs av Heydemann 1938. Dysstroma brunneoviridata ingår i släktet Dysstroma och familjen mätare. Inga underarter finns listade i Catalogue of Life.